# Championnat d'Afrique du Nord des nations de football des moins de 17 ans
Le Championnat d'Afrique du Nord des nations de football des moins de 17 ans est une compétition de football réunissant les pays d'Afrique du Nord. La compétition est organisée par la Union nord-africaine de football (UNAF). Certaines sélections n'appartenant pas à l'UNAF sont invitées à ce tournoi comme le Mali ou la Guinée.

## Palmarès
Lors des années 2008, 2009, 2012 et 2018, il y eut deux éditions dans deux pays différents.
| 2006 | Algérie | Algérie      | mini-championnat | Tunisie    | Égypte     | Égypte           | Égypte              |
| 2007 | Maroc   | Maroc        | mini-championnat | Tunisie    | Libye      | mini-championnat | Algérie             |
| 2008 | Tunisie | Tunisie      | mini-championnat | Algérie    | Maroc      | mini-championnat | Libye               |
| 2008 | Algérie | Algérie      | mini-championnat | Libye      | Guinée     | mini-championnat | Tunisie             |
| 2009 | Tunisie | Burkina Faso | 3 – 2            | Maroc      | Libye      | 2 – 0            | Émirats arabes unis |
| 2009 | Algérie | Tunisie      | mini-championnat | Algérie    | Maroc      | Maroc            | Maroc               |
| 2010 | Tunisie | Mali         | 1 – 0            | Tunisie    | Guinée     | 4 – 1            | Maroc               |
| 2011 | Maroc   | Maroc        | 2 – 0            | Algérie    | Mauritanie | 2 – 2 5 – 4 tab  | Tunisie             |
| 2012 | Tunisie | Algérie      | mini-championnat | Mauritanie | Tunisie    | Tunisie          | Tunisie             |
| 2012 | Maroc   | Tunisie      | mini-championnat | Libye      | Maroc      | mini-championnat | Mauritanie          |
| 2014 | Maroc   | Égypte       | 3 – 1            | Maroc      | Tunisie    | 2 – 0            | Libye               |
| 2015 | Maroc   | Mauritanie   | mini-championnat | Tunisie    | Maroc      | Maroc            | Maroc               |
| 2016 | Maroc   | Burkina Faso | mini-championnat | Tunisie    | Algérie    | mini-championnat | Égypte              |
| 2017 | Maroc   | Tunisie      | mini-championnat | Libye      | Algérie    | mini-championnat | Maroc               |
| 2018 | Tunisie | Maroc        | mini-championnat | Algérie    | Tunisie    | mini-championnat | Libye               |
| 2018 | Maroc   | Sénégal      | 1 – 1 5 – 4 tab  | Maroc      | Tunisie    | 2 – 1            | Algérie             |
| 2021 | Algérie | Algérie      | mini-championnat | Tunisie    | Libye      | Libye            | Libye               |
| 2022 | Algérie | Maroc        | mini-championnat | Égypte     | Tunisie    | mini-championnat | Algérie             |

## Bilan par pays
| Équipe              | Vainqueur                  | Finaliste                              | Troisième place                  | Quatrième place      |
| Tunisie             | 4 (2008, 2009, 2012, 2017) | 6 (2006, 2007, 2010, 2015, 2016, 2021) | 5 (2012, 2014, 2018, 2018, 2022) | 2 (2008, 2011)       |
| Algérie             | 4 (2006, 2008, 2012, 2021) | 4 (2008, 2009, 2011, 2018)             | 2 (2016, 2017)                   | 4 (2007, 2018, 2022) |
| Maroc               | 4 (2007, 2011, 2018, 2022) | 3 (2009, 2014, 2018)                   | 4 (2008, 2009, 2012, 2015)       | 2 (2010, 2017)       |
| Égypte              | 1 (2014)                   | 1 (2022)                               | 1 (2006)                         | 1 (2016)             |
| Burkina Faso        | 2 (2009, 2016)             | -                                      | -                                | -                    |
| Mauritanie          | 1 (2015)                   | 1 (2012)                               | 1 (2011)                         | 1 (2012)             |
| Mali                | 1 (2010)                   | -                                      | -                                | -                    |
| Sénégal             | 1 (2018)                   | -                                      | -                                | -                    |
| Libye               | -                          | 3 (2008, 2012, 2017)                   | 2 (2007, 2009)                   | 3 (2008, 2014, 2018) |
| Guinée              | -                          | -                                      | 2 (2008, 2010)                   | -                    |
| Émirats arabes unis | -                          | -                                      | -                                | 1 (2009)             |